# ロバート・O・ヤング
ロバート・オールダム・ヤング（英語: Robert Oldham Young、1952年3月6日 - ）は、アメリカ合衆国の代替医療の提唱者、著作家、実業家。著作『pHミラクル』シリーズの著者として知られている。番組『オプラ・ウィンフリー・ショー』に出演した際に、女性に行った乳がん治療を紹介し話題となったが、のちにその女性は病死している。

## 無免許での医療行為
無免許医療行為で2件の有罪判決を受けている。法廷では学位をディプロマミルで購入したこと、医学者、科学者ではないことを認めた。